# Мелен (округ)
Округ Мелен (фр. Arrondissement de Melun) — округ у Франції, в департаменті Сена і Марна. 2023 року округ об'єднував 59 муніципалітетів, населення становило 285 953 особи.
Адміністративний центр (супрефектура) — Мелен.

## Муніципалітети
Список муніципалітетів округу та їхні коди INSEE:
1. Андрезель (77004)
2. Аржантьєр (77007)
3. Бланді (77034)
4. Бовуар (77029)
5. Бомбон (77044)
6. Буассетт (77038)
7. Буассіз-ла-Бертран (77039)
8. Буассіз-ле-Руа (77040)
9. Валанс-ан-Брі (77480)
10. Вер-Сен-Дені (77495)
11. Вільє-ан-Б'єр (77518)
12. Во-ле-Пеній (77487)
13. Вуазенон (77528)
14. Гінь (77222)
15. Гризі-Сюїн (77217)
16. Даммарі-ле-Лі (77152)
17. Еврі-Грежі-сюр-Єрр (77175)
18. Ешубулен (77164)
19. Іебль (77534)
20. Кон-ла-Віль (77122)
21. Кризенуа (77145)
22. Кубер (77127)
23. Куркетен (77136)
24. Ла-Рошетт (77389)
25. Ле-Ме-сюр-Сен (77285)
26. Ле-Шатлет-ан-Брі (77100)
27. Лез-Екренн (77165)
28. Ліврі-сюр-Сен (77255)
29. Лімож-Фурш (77252)
30. Ліссі (77253)
31. Льєсен (77251)
32. Машо (77266)
33. Мелен (77288)
34. Менсі (77269)
35. Монтеро-сюр-ле-Жар (77306)
36. Муазене (77295)
37. Муассі-Крамаєль (77296)
38. Нанді (77326)
39. Озуе-ле-Вульжі (77352)
40. Памфу (77354)
41. Пренжі (77378)
42. Рео (77384)
43. Рюбель (77394)
44. Савіньї-ле-Тампль (77445)
45. Сен-Жермен-Лаксі (77410)
46. Сен-Мері (77426)
47. Сен-Пор (77447)
48. Сен-Фаржо-Понтьєррі (77407)
49. Сессон (77067)
50. Сіврі-Куртрі (77453)
51. Соле (77457)
52. Суаньоль-ан-Брі (77455)
53. Ферисі (77179)
54. Фонтен-ле-Пор (77188)
55. Фужу (77195)
56. Шамдей (77081)
57. Шампо (77082)
58. Шатійон-ла-Борд (77103)
59. Шом-ан-Брі (77107)